# Граничний цикл
Грани́чний цикл — це крива, до якої наближається фазова траєкторія двовимірної динамічної системи при автоколиваннях. Зазвичай є роз'язком системи кінетичних рівнянь, які описують дисипативну систему, тобто є однією з можливих фазових траєкторій. Граничні цикли виникають при біфуркаціях Гопфа.

## Визначення

Перший приклад (нестікого) граничного циклу (Пуанкаре, 1882).

Стійкий граничний цикл в системі Ван дер Поля.

Напівстійкий граничний цикл.

Розглянемо двовимірну автономну систему звичайних диференціальних рівнянь:
{\displaystyle {\dot {x}}=f(x),}
де {\displaystyle f:\mathbb {R} ^{2}\to \mathbb {R} ^{2}} гладка функція. Розв'язок цієї системи {\displaystyle x(t)}  заданий гладкою функцією {\displaystyle x:\mathbb {R} \to \mathbb {R} ^{2}} яка задовольняє систему диференціальних рівнянь. Траєкторія називається замкнутою, або періодичною,  якщо розв'язок, з початковими умовами {\displaystyle x(0)=x_{0}\in \mathbb {R} ^{2}}, є (не сталою) періодичною функцією, тобто існує час {\displaystyle \tau >0} після якого система повертається до початкової точки ({\displaystyle \forall t\in \mathbb {R} .~x(t+\tau )=x(t)}).
Граничний цикл — замкнута траєкторія у фазовому просторі двовимірної динамічної системи, до якої збігається хоча б одна фазова траєкторія при {\displaystyle t\rightarrow \infty } або при {\displaystyle t\rightarrow -\infty }. 
Граничний цикл називається:
- Стійким якщо траєкторії збігаються до замкнутої кривої по спіралі з обох боків при {\displaystyle t\rightarrow \infty }.
- Нестійким якщо траєкторії збігаються до замкнутої кривої по спіралі з обох боків при {\displaystyle t\rightarrow -\infty }.
- Напівстійким якщо траєкторії збігаються до замкнутої кривої по спіралі при {\displaystyle t\rightarrow \infty } з одного боку та при {\displaystyle t\rightarrow -\infty } з іншого, або навпаки.

## Приклади
Перший відомий приклад граничного циклу належить Пуанкаре, та був продемонстрований в 1882 році за допомогою наступної автономної системи  :
{\displaystyle {\dot {x}}=x(x^{2}+y^{2}-1)-y(x^{2}+y^{2}+1),}
{\displaystyle {\dot {y}}=y(x^{2}+y^{2}-1)+x(x^{2}+y^{2}+1).}
Ця система має нестійкий граничний цикл на одиничному колі у фазовому просторі, тобто на множині яка задовольняє алгебричне рівняння {\displaystyle x^{2}+y^{2}=1}. На відміну від цього, в інших (навіть алгебричних) системах граничні цикли подекуди не можуть бути записаними за допомогою алгебричних рівнянь. Прикладом системи з токою властивістью є осцилятор Ван дер Поля:
{\displaystyle {\dot {x}}=y,}
{\displaystyle {\dot {y}}=\mu (1-x^{2})y-x,}
зі стійким граничним циклом (при параметрі нелінійного згасання {\displaystyle \mu >0}) який не має алгебричного виразу.
Заради прикладу напівстійкого граничного циклу можна розглянути наступну систему:
{\displaystyle {\dot {x}}=-y+x(-1+x^{2}+y^{2})^{2},}
{\displaystyle {\dot {y}}=x+y(-1+x^{2}+y^{2})^{2}.}
Напівстійкий граничний цикл цієї системи також лежить на одиничному колі.

## Проблема існування
В загальному випадку, доведення існування граничного циклу є нетривіальною проблемою. Існують деякі критерії існування (на пр. Теорема Пуанкаре — Бендиксона) та неіснування граничних циклів (на пр. критерій Бендиксона — Дюлака), однак всі вони дають лише достатні умови.

## Нерозв'язані проблеми
Друга частина Шістнадцятої проблеми Гільберта.

### Лекції
- Limit cycles Лекція MIT [Архівовано 27 листопада 2015 у Wayback Machine.]. (англ.)
- Limit cycles Відео лекція MIT [Архівовано 27 листопада 2015 у Wayback Machine.]. (англ.)

### Підручники
- Cristopher, Colin; Li, Chengzhi (2007). Limit Cycles of Differential Equations. Birkhäuser. ISBN 978-3-7643-8409-8. (англ.)
- Ye, Yan-Qian; Lo, Chi Y (1986). Theory of Limit Cycles (Translations of Mathematical Monographs). American Mathematical Society. ISBN 978-0-8218-4773-2. (англ.)
- Bogoliubov, N.; Mitropolsky, Y. (1961). Asymptotic Methods in the Theory of Non-Linear Oscillations. Gordon & Breach. ISBN 978-0677200507. (англ.)